# Menandre de Laodicea (general)
Menandre de Laodicea (en llatí Menander, en grec antic Μένανδρος) fou un general de cavalleria al servei de Mitridates VI Eupator del Pont, que va participar en diverses campanyes d'aquest rei.
El 85 aC fou un dels generals de l'exèrcit reial que sota la suprema direcció del fill del rei Mitridates el Jove es va enfrontar a Fímbria, i després va dirigir un destacament que va lluitar contra Lucul·le a la zona de Cabeira, amb el propòsit d'impedir l'aprovisionament del general romà. Va ser derrotat amb grans pèrdues per Sornaci (Sornatius), oficial romà lloctinent de Lucul·le, que amb un comboi de provisions, anava a abastir al cònsol, segons diu Plutarc.
Temps després va caure presoner de Gneu Pompeu i fou un dels captius que va adornar el seu triomf, com explica Appià.